# Olympische Winterspiele 2018/Skilanglauf – Team-Sprint (Frauen)
Der Freistil-Teamsprint der Frauen im Skilanglauf bei den Olympischen Winterspielen 2018 fand am 21. Februar 2018 im Alpensia Cross-Country Skiing Centre statt. Olympiasieger wurde das US-amerikanische Duo Jessie Diggins / Kikkan Randall vor der schwedischen und der norwegischen Teams.

## Daten
- Datum: 21. Februar 2018, 17:00 Uhr (Qualifikation), 19:00 Uhr (Finale)
- Streckenlänge: 1176 m
- Höhenunterschied: 27 m
- Maximalanstieg: 25 m
- Totalanstieg: 43 m
- 42 Teilnehmerinnen aus 21 Ländern, alle in der Wertung

## Ergebnisse
- Q – Qualifikation für die nächste Runde
- LL – Lucky Loser

### Halbfinale
| Platz | Lauf | Land                             | Sportler                                | Zeit (min) | Anmerkungen |
| ----- | ---- | -------------------------------- | --------------------------------------- | ---------- | ----------- |
| 1     | 1    | Norwegen                         | Marit Bjørgen Maiken Caspersen Falla    | 16:33,28   | 'Q          |
| 2     | 1    | Schweiz                          | Nadine Fähndrich Laurien van der Graaff | 16:39,83   | Q           |
| 3     | 1    | Slowenien                        | Alenka Čebašek Anamarija Lampič         | 16:39,92   | LL          |
| 4     | 1    | Deutschland                      | Nicole Fessel Sandra Ringwald           | 16:51,67   | LL          |
| 5     | 1    | Tschechien                       | Kateřina Beroušková Petra Nováková      | 16:53,06   |             |
| 6     | 1    | Australien                       | Barbara Jezeršek Jessica Yeaton         | 17:20,38   |             |
| 7     | 1    | Österreich                       | Teresa Stadlober Lisa Unterweger        | 17:25,98   |             |
| 8     | 1    | Belarus                          | Polina Seronossowa Julija Tichonowa     | 17:33,63   |             |
| 9     | 1    | Slowakei                         | Barbora Klementová Alena Procházková    | 17:52,14   |             |
| 10    | 1    | Kasachstan                       | Anna Schewtschenko Walerija Tjulenewa   | 17:57,04   |             |
| 11    | 1    | Südkorea                         | Ju Hye-ri Lee Chae-won                  | 19:19,17   |             |
| 1     | 2    | Vereinigte Staaten               | Jessie Diggins Kikkan Randall           | 16:22,56   | Q           |
| 2     | 2    | Schweden                         | Charlotte Kalla Stina Nilsson           | 16:23,28   | Q           |
| 3     | 2    | Olympische Athleten aus Russland | Julija Belorukowa Natalja Neprjajewa    | 16:24,63   | LL          |
| 4     | 2    | Finnland                         | Mari Laukkanen Krista Pärmäkoski        | 16:31,54   | LL          |
| 5     | 2    | Polen                            | Sylwia Jaśkowiec Justyna Kowalczyk      | 16:35,19   | LL          |
| 6     | 2    | Frankreich                       | Coraline Thomas Hugue Aurore Jéan       | 16:40,40   | LL          |
| 7     | 2    | Kanada                           | Dahria Beatty Emily Nishikawa           | 17:01,54   |             |
| 8     | 2    | Italien                          | Elisa Brocard Gaia Vuerich              | 17:13,04   |             |
| 9     | 2    | Volksrepublik China              | Chi Chunxue Li Xin                      | 17:35,94   |             |
| 10    | 2    | Ukraine                          | Tetjana Antypenko Maryna Anzybor        | 17:44,04   |             |

### Finale
| Platz | Land                             | Sportler                                | Zeit (min) | Rückstand (s) |
| ----- | -------------------------------- | --------------------------------------- | ---------- | ------------- |
| 1     | Vereinigte Staaten               | Jessie Diggins Kikkan Randall           | 15:56,47   |               |
| 2     | Schweden                         | Charlotte Kalla Stina Nilsson           | 15:56,66   | 0+0,19        |
| 3     | Norwegen                         | Marit Bjørgen Maiken Caspersen Falla    | 15:59,44   | 0+2,97        |
| 4     | Schweiz                          | Nadine Fähndrich Laurien van der Graaff | 16:17,79   | +21,32        |
| 5     | Finnland                         | Mari Laukkanen Krista Pärmäkoski        | 16:19,18   | +22,71        |
| 6     | Slowenien                        | Alenka Čebašek Anamarija Lampič         | 16:28,24   | +31,77        |
| 7     | Polen                            | Sylwia Jaśkowiec Justyna Kowalczyk      | 16:32,48   | +36,01        |
| 8     | Frankreich                       | Coraline Thomas Hugue Aurore Jéan       | 16:32,49   | +36,02        |
| 9     | Olympische Athleten aus Russland | Julija Belorukowa Natalja Neprjajewa    | 16:41,76   | +45,29        |
| 10    | Deutschland                      | Nicole Fessel Sandra Ringwald           | 17:06,57   | +70,10        |